# فرانیو شوشتاریچ
فرانیو شوشتاریچ (انگلیسی: Franjo Šoštarić؛ ۱ اوت ۱۹۱۹ – ۲۷ اوت ۱۹۷۵) بازیکن فوتبال اهل کرواسی بود.
از باشگاه‌هایی که در آن بازی کرده‌است می‌توان به باشگاه فوتبال پارتیزان اشاره کرد.
وی همچنین در تیم ملی فوتبال یوگسلاوی بازی کرده‌است.
وی در مسابقات بین‌المللی در مجموع برندهٔ ۱ مدال نقره شده‌است.